# Иво Керемидчиев
Иво Керемидчиев е български звукорежисьор и професор по звукорежисура в Националната музикална академия „Панчо Владигеров“, София.

## Биография
Роден е през 1954 в Бургас, където през 1973 година завършва Национално училище за музикално и сценично изкуство „Панчо Владигеров“. Постъпва да учи специалност „Цигулка“ в Инструменталния факултет на Държавната музикална академия и се дипломира през 1977 година. Между 1979 и 1983 година следва второ висше образование в специалност „Звукорежисура“ на Теоретичния факултет. В периода 1985 – 87 прави специализация по звукорежисура в Музикална академия в Детмолд (Германия).
От 1977 до 1978 Керемидчиев работи като помощник-концертмайстор в Български камерен оркестър в Банкя, чиито ръководители са прочутите български цигулари Емил Камиларов и Дина Шнайдерман. През 1978 – 79 година е в състава на симфоничния оркестър на град Каляри (Сардиния, Италия). След второто си дипломиране пред 1983 година работи като звукорежисьор и хоноруван асистент по звукорежисура в Консерваторията. Хоноруван преподавател е от 1987 до 1989 година, а след 1989 година е на редовен щат. През 1997 година става доцент и заема поста завеждащ катедра и специалност „Звукорежисура“, а през 2002 година става професор по звукорежисура в Академията с хабилитационен труд на тема „Проблеми на музикалната звукова пластика“. От 2005 година е заместник-декан на Теоретико-композиторския и диригентски факултет на Академията.
От 1994 година Керемидчиев има издадени в България и чужбина над 60 компакт-диска с класическа и народна музика.